# اقبلين (سيدي أحمد السايح)
اقبلين هي إحدى مشيخات المملكة المغربية، تتبع جغرافيا لإقليم الصويرة وإداريًا لسيدي أحمد السايح. يقدر عدد سكانها بـ 3098 نسمة حسب الإحصاء الرسمي للسكان والسكنى لسنة 2004.